# Červený dům
Červený dům v České Lípě (německy Rotes Haus) je renesanční, jednopatrový letohrádek postavený v 16. století. Nachází se v centrální části okresního města Česká Lípa vedle historického vodního hradu Lipý. Letohrádek v minulosti sloužil šlechtickým majitelům i jako muzeum, dnes je jeho depozitářem a pro veřejnost je uzavřen. Je chráněn jako kulturní památka.

## Historie

### Stavba

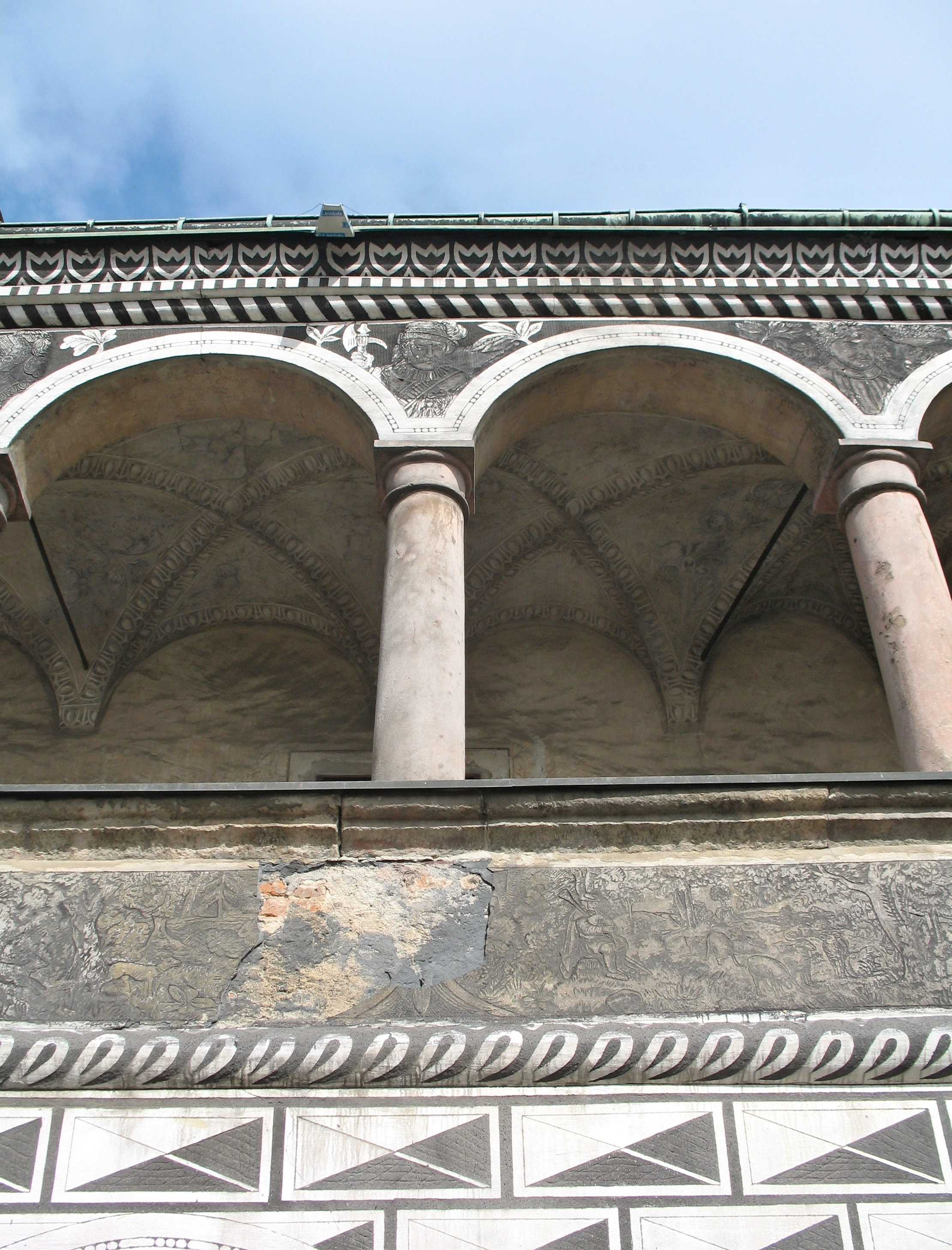
Detail fasády se sgrafity

V roce 1583 si dal zámeček postavit na břehu Ploučnice (dříve tekla jinudy) Jetřich Berka z Dubé, člen rodu Berků z Dubé, potomek starobylého rodu Ronovců. V sousedství stavby byl hospodářský dvůr, na druhém břehu byl městský mlýn a židovská čtvrť.
Jednopatrovou, nepodsklepenou budovu o tvaru kosodélníku 23 x 10 metrů si nechal postavit italskými staviteli. Byla opatřena otevřenou lodžií, vyzdobena sgrafity. Stěny byly opatřeny dvojitou omítkou. Na spodní bílé byla nanesena druhá s rozemletým dřevěným uhlím, ta byla štukatéry seškrabána do tvaru černobílých psaníček Okna a dveře byly natřeny do červena, navíc zde byla později i barvírna, proto se takto po čase nazýval i celý dům. Dlouho sloužil panstvu jako lovecký zámeček.

### Barvírna a byty

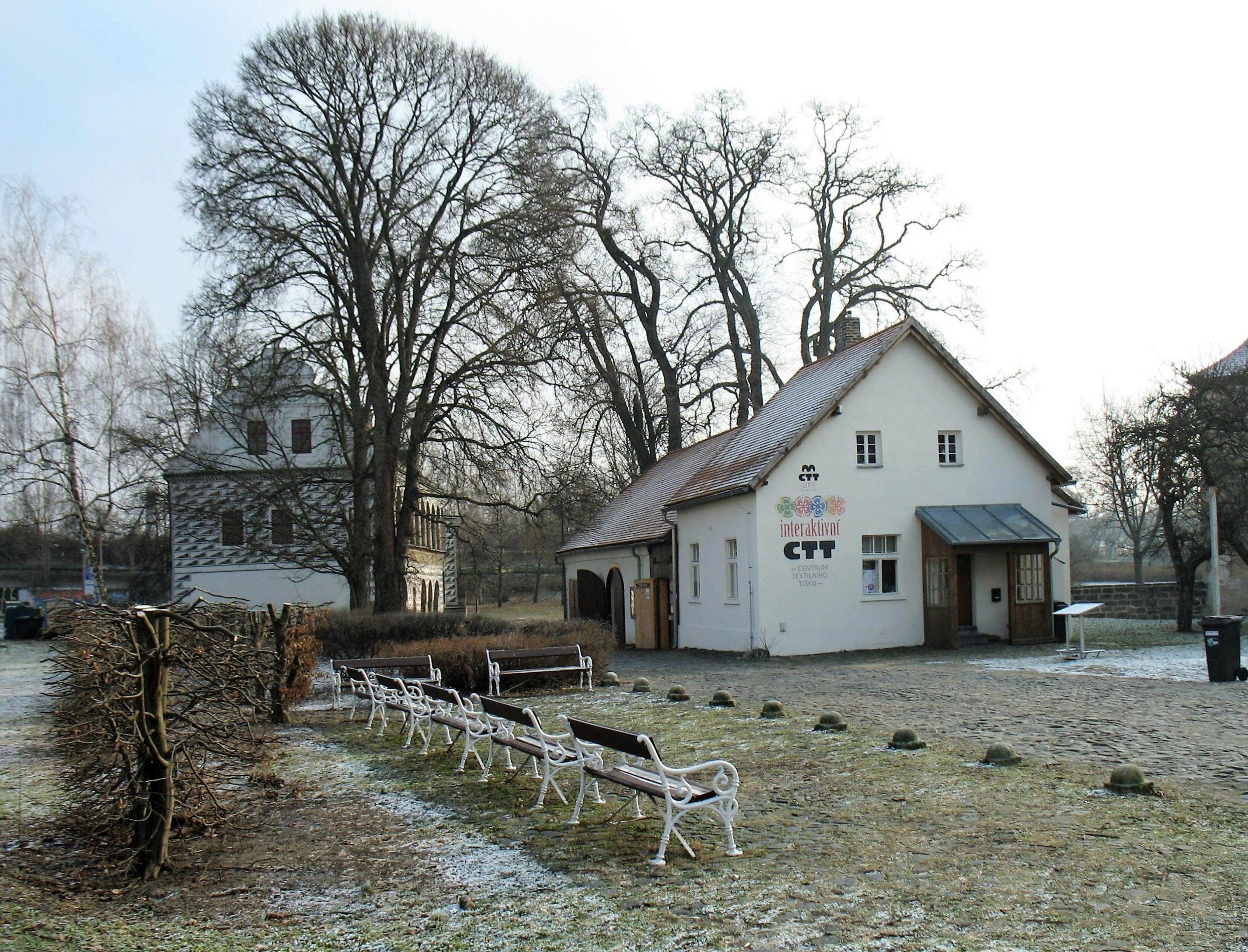
Červený dům (vlevo) a Centrum textilního tisku

Koncem 18. století byla v někdejším zámečku barvírna a v letech 1837 až 1882 hostinec Zum Kessel. Když byl v 19. století v sousedním hradu Lipý cukrovar, byl do areálu cukrovaru začleněn roku 1882 i Červený dům. Koncem 19. století z popudu vlastivědného spolku Excursions Club byl dům zrestaurován. Prostředky věnoval ředitel cukrovaru Josef Altschul a pracemi byl pověřen místní akademický malíř Eduard Steffen. Zedníci sice z neznalosti osekali původní omítky, ale jinak se oprava vydařila, takže při 300. výročí výstavby byl roku 1889 objekt slavnostně otevřen a posléze byl využíván k bydlení.

### Muzeum
O 50 let později se konala další obdobná slavnost, když zde bylo otevřeno českolipské muzeum. K muzeu byly tehdy přičleněna i sousední budova z někdejšího sousedního hospodářského dvora.
Muzeum (dnes s názvem Vlastivědné muzeum a galerie v České Lípě) zde bylo až do roku 1964, kdy získalo nové prostory na jiném místě města a do části prostor Červeného domu se nastěhovala Kulturní správa ONV.
Červený dům slouží muzeu dodnes jako depozitář. Je zapsán do celostátního registru kulturních památek pod číslem 46637/5-2773.